# Lycidas kochi
Lycidas kochi är en spindelart som beskrevs av Zabka 1987. Lycidas kochi ingår i släktet Lycidas och familjen hoppspindlar. Inga underarter finns listade i Catalogue of Life.